# Gatuna
Gatuna és una ciutat al nord de Ruanda. És una ciutat fronterera que es troba enfront de la ciutat de Katuna, a la veïna Uganda. Es troba al districte de Gicumbi, província del Nord, en la frontera amb la República d'Uganda. Es troba a uns 80 kilòmetres per carretera al nord de Kigali, capital de Ruanda.

## Informació general
Gatuna és el pas fronterer més freqüent a Ruanda. Maneja la major part de les importacions i exportacions de Ruanda, ja que la majoria de les importacions i exportacions a través de la costa des de i cap a Ruanda passen per Uganda. A causa de l'augment del trànsit comercial i turístic, Gatuna és una ciutat de ràpid creixement. La frontera de Gatuna / Katuna està oberta les 24 hores del di.

## Població
La població de Gatuna és d'uns 41.000 habitants.

## Punts d'interès
Els següents punts d'interès es troben dins dels límits de la ciutat o prop dels límits de la ciutat:
- Oficines de l'Ajuntament de Gatuna
- Mercat central de Gatuna
- Pas fronterer internacional entre Ruanda i Uganda - El pas fronterer està obert les 24 hores del dia.[4]
- Una sucursal del Bank of Kigali